# RechargeIT
RechargeIT é um projeto da Google para reduzir as emissões em dióxido de carbono.
O projeto também pretende reduzir o consumo de petróleo e desenvolver veículos elétricos.